# Девід Сельцник
Девід Олівер Сельцник (англ. David O. Selznick; 10 травня 1902, Піттсбург, США — 22 червня 1965, Голлівуд, США) — кінорежисер (США) — американський продюсер. Серед його фільмів: «Кінг-Конг», лауреати премій «Оскар» 1939 та 1940 років («Віднесені вітром» та «Ребекка»).

## Біографія
Д. О. Сельцник — син литовсько-єврейського емігранта Л. Сельцника (1870—1933), що народився в родині вихідця з Київщини Йосифа Железняка.
Навчався в Колумбійському університеті.
Кінокар'єру розпочав коректором на студії «Метро-Голдвін-Маєр». Короткий час був редактором, а зустрівшись з продюсером Гаррі Рапером, став його помічником. По-різному пояснюють біографи Д. Сельцника його раптовий перехід на кіностудію «Парамаунт Пікчерз» (ніби-то через кохання до доньки Луїса Барта Маєра — власника «МГМ»). У всякому разі й справді Айрін Маєр та Д. Сельцник незабаром побралися — весною 1930 року. У цей час молодий продюсер уже працював на новій студії «РКО».
1932 року в Д. Сельцника дебютувала Кетрін Гепберн у фільмі «Білль про розлучення». Її партнером був легендарний артист театру та кіно Джон Беррімор. 1933 року Д. Сельцник показав глядачам сповнений спецефектів «Кінг-Конг». Стрічка принесла студії «РКО» величезний фінансовий успіх і запрошення продюсеру повернутися на «МГМ». Врешті-решт пропозиція була прийнята і Д. Сельцник став віцепрезидентом «МГМ» і керівником незалежного творчого підрозділу, де створив відомі фільми: «Обід о 8-ій годині», «Леді, яка танцює», «Пригоди Тома Сойєра», «Історія двох міст» і нарешті «Анну Кареніну» з Гретою Гарбо в головній ролі.
Д. Сельцник був не тільки організатором кіновиробництва, але й відкривачем кіноталантів. Він міг не просто знайти гарних актора чи актрису, але й сприяти їм продемонструвати всі вияви свого таланту.
Всесвітню популярність Д. Сельцнику принесла стрічка «Віднесені вітром». Це не тільки найбільше творче досягнення продюсера, але й вершинний фільм у біографіях видатних акторів Вів'єн Лі, Кларка Ґейбла та Леслі Говарда, чия подальша творчість проминула в тіні успіху Д. Сельцника та їхнього власного.
1936 року Д. Сельцник раптово розірвав стосунки зі студією «МГМ» і відкрив власну — «Сельцник Інтернешнл фільм Кампені». І знову він мав успіх: саме на студії Д. Сельцника Альфред Гічкок зняв знамениту «Ребекку» з Лоуренсом Олів'є в головній ролі («Оскар» 1940).
1948 Д. Сельцник розлучився з А. Маєр й одружився з актрисою Дженніфер Джонс, яка знялась у подальших його фільмах, зокрема, «Прощавай, зброє» (1957, за романом Ернеста Гемінґвея).
Це був останній різкий поворот життя кінодіяча — 22 червня 1965 року Д. Сельцник помер від хвороби серця. Похований у меморіальному парку «Форест-Лон» у Глендейлі, північному передмісті Лос-Анджелеса.